# Colour Haze
Colour Haze est un groupe de stoner rock/rock psychédélique allemand, originaire de Munich. Il est composé du chanteur et guitariste Stefan Koglek, du batteur Manfred Merwald, du bassiste Mario Oberpucher ainsi que du claviériste Jan Faszbender.

## Biographie
Formé dans le milieu des années 1990, Colour Haze est un des plus anciens groupes de stoner rock, et est depuis devenu l'un des porteurs de drapeau allemand de cette scène musicale. Parmi les tournées effectuées par le groupe, on dénombre différentes participations en tant que têtes d'affiche, sur des festivals de rock d'ampleur nationale ou internationale, comme le festival Roadburn (en 2006 et 2007) ou le festival américain Emissions from the Monolith en 2006, aux côtés des groupes Orange Goblin, Boris, et General Tso. Ils font en outre l'objet d'une couverture médiatique locale durant l'émission de télévision allemande Rockpalast en 2007, sur la chaîne WDR.
En France, le groupe joue pour la première fois au Nouveau Casino le 6 février 2011 avant de se produire lors de l'édition 2012 du festival Hellfest. Colour Haze revient à Paris le 29 septembre 2012 au Nouveau Casino pour un concert rétrospective de plus de trois heures dans le cadre de la tournée XXL Show (avec deux musiciens additionnels).
Épousant initialement un son fortement influencé par Kyuss sur leurs premiers albums, ils s'orientent ensuite vers un style plus psychédélique ou même krautrock, notamment à partir de Tempel (2006).
Le guitariste, Stefan Koglek est le fondateur du label Elektrohasch Records.

## Membres

### Membres actuels
- Stefan Koglek - guitare, chant
- Mario Oberpucher - guitare basse (depuis 2020)
- Manfred Merwald - batterie (depuis 1998)
- Jan Faszbender- claviers (depuis 2018)

### Anciens membres
- Tim Höfer - batterie (1994–1997)
- Christian Wiesner - guitare basse (1994–1998)
- Felix Neuenhoff - chant (1997–1999)
- Philipp Rasthofer - guitare basse (1998–2020)

## Discographie

### Albums studio
- 1995 : Chopping Machine (David Records)
- 1998 : Seven (Selfburn Records)
- 1999 : Periscope (Toaster Records)
- 2000 : CO2 (Homegrown Records/MonsterZeroRecords)
- 2001 : Ewige Blumenkraft (MonsterZeroRecords)
- 2003 : Los Sounds de Krauts (Nasoni Records/Elektrohasch Records)
- 2004 : Colour Haze (Elektrohasch Records)
- 2006 : Tempel (Elektrohasch Records)
- 2008 : All (Elektrohasch Records)
- 2010 : She Said (Elektrohasch Records)
- 2014 : To the Highest Gods we Know (Elektrohasch Records)
- 2017 : In Her Garden (Elektrohasch Records)
- 2019 : We Are (Elektrohasch Records)
- 2022 : Sacred (Elektrohasch Records)

### Albums live
- 2009 : Burg Herzberg Festival 18. Juli 2008 (Herzbergverlag)
- 2016 : Live Vol.1 - Europa Tournee 2015 (Elektrohasch Records)
- 2019 : Live Vol.2 - Live At Duna Jam 2007 (Elektrohasch Records)
- 2022 : Live Vol.3 2020 (Elektrohasch Records)

### Ré-édition
- 2003 : Periscope (Elektrohasch Records)
- 2022 : Colour Haze - 2004 Extended Play
- 2022 : Los Sounds De Krauts

### EP
- 2001 : Colour Haze/Color Cacas Room (split 7 inch ; Swamp Room Records)
- 2004 : Colour Haze/Gas Giant (split 7 inch ; Elektrohasch Records)
- 2004 : Colour Haze/Hypnos 69 (split 10 inch ; Elektrohasch Records)

### Apparition
- 2002 : Pulse sur A Tribute to Mr. Betonohr
- 2004 : The Psychedelic Avengers and the Curse of the Universe (Fünfundvierzig, 148)[3]
- 2006 : Pour le groupe Cactus sur le titre One Way...or Another de l'album Sucking the 70's - Back in the Saddle Again (Small Stone Records)

### Vidéo
- 2002 : Live At The Himmelreich 23.03.2002 VHS (Self Released)